# Pedro Proença
Pedro Proença Oliveira Alves Garcia (født 3. november 1970) er en portugisisk fodbolddommer fra Lissabon. Han har dømt internationalt under det internationale fodboldforbund FIFA siden 2003, hvor han er indrangeret som elite kategori-dommer, der er det højeste niveau for internationale dommere.
Han dømte UEFA Champions League finalen 2012 mellem Bayern München og Chelsea. En kamp som Chelsea vandt efter straffesparkskonkurrence.
Proença er blandt de udtagede dommere til sommerens EM 2012 i Polen og Ukraine

## Karriere

### EM 2012
Proença slutrunde-debuterer ved EM 2012 i Polen og Ukraine, hvor han har fået tildelt følgende kampe:
- Spanien –  Irland (gruppespil)

## Kampe med danske hold
- Den 27. august 2008: Kvalifikation til Champions League: Kaunas – AaB 0-2.
- Den 8. november 2007: Gruppespillet i UEFA Cuppen: Tottenham – AaB 3-2.